# Anita Thallaug

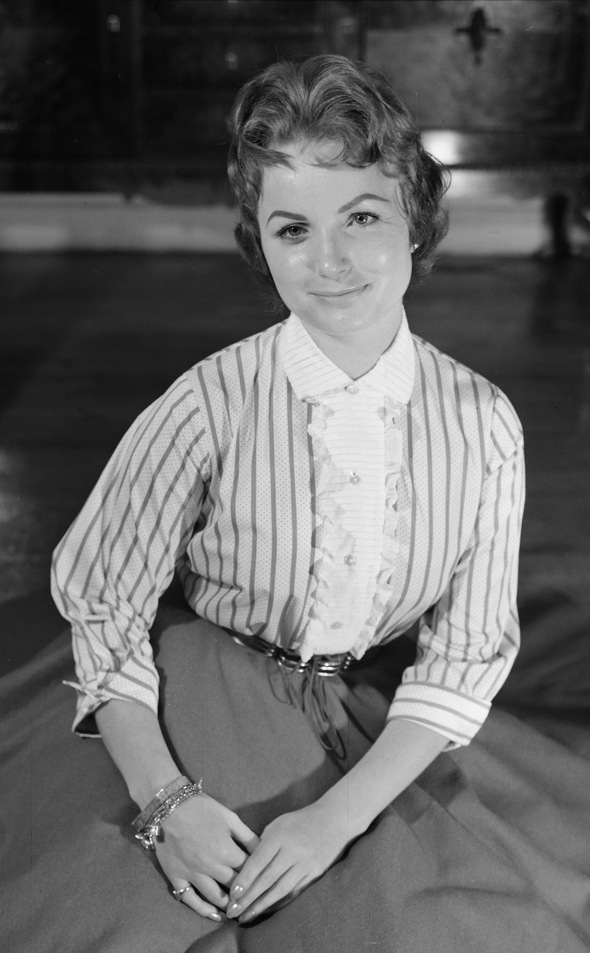
Anita Thallaug

Anita Thallaug (Bærum, 14 februari 1938 – 20 maart 2023) was een Noorse zangeres en actrice. Zij was de jongere zuster van de operazangeres en actrice Edith Thallaug (1929-2020).
Ze nam in 1962, 1963 en 1966 deel aan de Melodi Grand Prix om zo voor Noorwegen naar het Eurovisiesongfestival te mogen, maar kon geen enkele keer winnen. Toch stond ze in 1963 op het songfestivalpodium. Nora Brockstedt, die met Solhverv gewonnen had, bedankte vriendelijk om naar het songfestival te gaan wegens een te drukke agenda. Er werd gefluisterd dat ze een slecht resultaat vreesde en daarom niet ging. Thallaug werd gevraagd om Brockstedt te vervangen en haalde de eerste van 9 laatste plaatsen binnen voor Noorwegen, ze had 0 punten.
In de jaren zestig verscheen ze ook in enkele Noorse films.
1960: Nora Brockstedt · 
1961: Nora Brockstedt · 
1962: Inger Jacobsen · 
1963: Anita Thallaug · 
1964: Arne Bendiksen · 
1965: Kirsti Sparboe · 
1966: Åse Kleveland · 
1967: Kirsti Sparboe · 
1968: Odd Børre · 
1969: Kirsti Sparboe · 
1971: Hanne Krogh · 
1972: Grethe Kausland & Benny Borg · 
1973: Bendik Singers · 
1974: Anne-Karine Strøm & Bendik Singers · 
1975: Ellen Nikolaysen · 
1976: Anne-Karine Strøm · 
1977: Anita Skorgan · 
1978: Jahn Teigen · 
1979: Anita Skorgan · 
1980: Sverre Kjelsberg & Mattis Hætta · 
1981: Finn Kalvik · 
1982: Jahn Teigen & Anita Skorgan · 
1983: Jahn Teigen · 
1984: Dollie de Luxe · 
1985: Bobbysocks · 
1986: Ketil Stokkan · 
1987: Kate Gulbrandsen · 
1988: Karoline Krüger · 
1989: Britt Synnøve Johansen · 
1990: Ketil Stokkan · 
1991: Just 4 Fun · 
1992: Merethe Trøan · 
1993: Silje Vige · 
1994: Elisabeth Andreassen & Jan Werner Danielsen · 
1995: Secret Garden · 
1996: Elisabeth Andreassen · 
1997: Tor Endresen · 
1998: Lars Fredriksen · 
1999: Stig Van Eijk · 
2000: Charmed · 
2001: Haldor Lægreid · 
2003: Jostein Hasselgård · 
2004: Knut Anders Sørum · 
2005: Wig Wam · 
2006: Christine Guldbrandsen · 
2007: Guri Schanke · 
2008: Maria Haukaas Storeng · 
2009: Alexander Rybak · 
2010: Didrik Solli-Tangen · 
2011: Stella Mwangi · 
2012: Tooji · 
2013: Margaret Berger · 
2014: Carl Espen · 
2015: Mørland & Debrah Scarlett · 
2016: Agnete · 
2017: JOWST feat. Aleksander Walmann · 
2018: Alexander Rybak · 
2019: KEiiNO · 
2021: Tix · 
2022: Subwoolfer · 
2023: Alessandra · 
2024: Gåte ·
2025: Kyle Alessandro
- Bibsys: 90611030
- Bibliothèque nationale de France: cb171427565 (data)
- Gemeinsame Normdatei: 1284020584
- International Standard Name Identifier: 0000 0000 2187 9350
- KulturNav: 055d7eba-5e95-416b-a5f6-2ecb58d1c1c5
- Library of Congress Control Number: n79008653
- MusicBrainz: c65cb88b-8199-48c4-8ad4-e1faeb3a5799
- Virtual International Authority File: 72660967
- WorldCat: E39PBJqqpdmpmv9BjPpkQDHjYP